# Solitude, Dominance, Tragedy
Solitude, Dominance, Tragedy is het tweede album van de Zweedse metalband Evergrey, uitgebracht in 1999 door GNW Records.

## Track listing
1. "Solitude Within" - 5:32
2. "Nosferatu" - 5:39
3. "The Shocking Truth" - 4:34
4. "A Scattered Me" - 4:16
5. "She Speaks to the Dead" - 4:57
6. "When Darkness Falls" - 4:50
7. "Words Mean Nothing" - 4:11
8. "Damnation" - 3:50
9. "The Corey Curse" - 5:21

## Band
- Tom S. Englund - zanger, gitarist
- Dan Bronell - gitarist
- Daniel Nojd - bassist
- Patrick Carlsson - drummer